# Hendrik van Kesteren
Hendrik (Henk) van Kesteren (Rotterdam, 1 maart 1902 – aldaar, 13 maart 1986) was een Rotterdams collagist, glasschilder, restaurator, schilder, glas-in-loodontwerper en glazenier. Hij signeerde zijn werk met H. van Kesteren of HvK.
Henk van Kesteren was chef-ontwerper bij atelier G. van Geldermalsen. Het atelier maakte voornamelijk glas-in-loodwerken al of niet met brandschilderingen. Hij werkte ook mee aan de uitvoering van zijn ontwerpen. Enige grote ontwerpen zijn onder andere: Een drieluik voor De Twentse Bank (1946-1950), een drieluik voor de Holland America Lijn (1948), de Hoflaankerk (1942). etc. Daarnaast werkte Henk van Kesteren mee aan de uitvoering van werken voor andere opdrachtgevers zoals Jaap Gidding, Cor Alons, Marius Richters, Ruscha Wijdeveld, Karla Wenckebach, Albert Troost, Ad van der Steur en Willem Kromhout. Ook voerde Henk van Kesteren restauraties uit aan antiek glas in lood, bijvoorbeeld bij de Sint Janskerk in Gouda. Zijn werken zijn veelal te vinden in Rotterdam en omgeving.

## Afbeeldingen

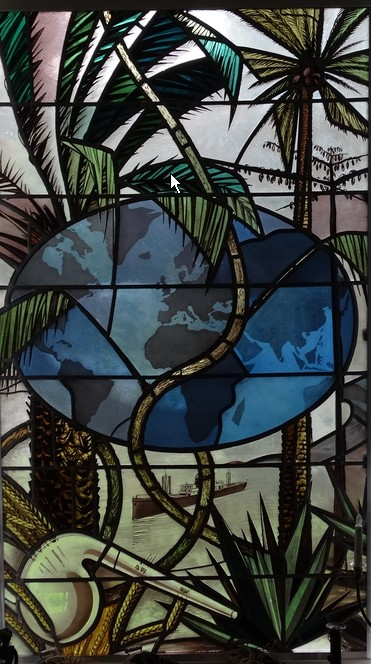
Glas in lood G. Ligtermoet & Zoon Rotterdam, ontwerp Henk van Kesteren (1940?)
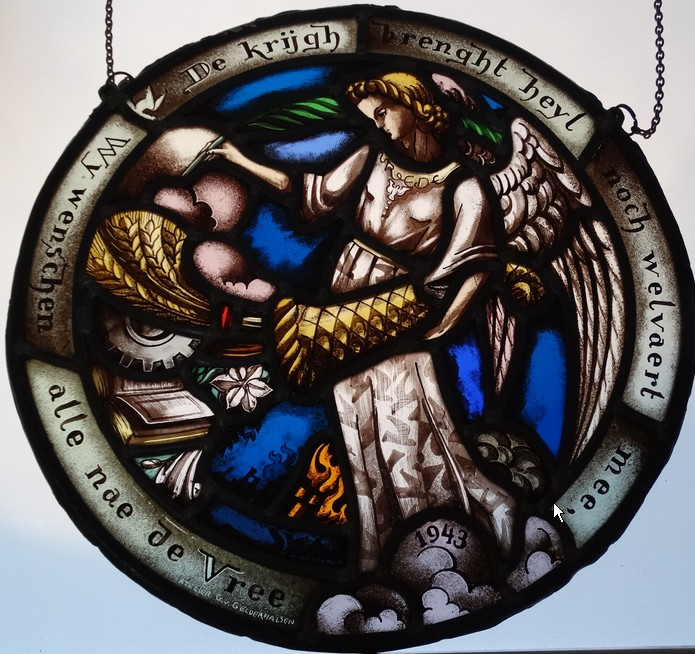
Raamhanger glas in lood, ontwerp Henk van Kesteren 1943